# مقاطعة بانوك (أيداهو)
مقاطعة بانوك (بالإنجليزية: Bannock County)‏ هي إحدى مقاطعات ولاية أيداهو في الولايات المتحدة الأمريكية.